# Strach ze selhání
Strach ze selhání (někdy označovaný jako strach z negativního hodnocení či atychifobie) je psychologický pojem, který popisuje úzkost spojenou s hodnocením ze strany druhých, stres vyvolaný negativním posouzením a očekávání, že člověk bude ostatními hodnocený negativně. Tento pojem a jeho standardizované měření definovali David Watson a Ronald Friend v roce 1969. Bylo naznačeno, že strach ze selhání má částečně genetický základ, podobně jako jiné osobnostní rysy, například úzkostná porucha nebo přílišná submisivita.